# Vittorio Pusceddu
Vittorio Pusceddu (Buggerru, 12 febbraio 1964) è un allenatore di calcio ed ex calciatore italiano, di ruolo difensore, commissario tecnico della Sardegna.

## Caratteristiche tecniche

### Giocatore
Giocava nel ruolo di terzino. Mancino dotato di un buon tiro dalla distanza era uno specialista dei calci piazzati. A conferma delle sue buone doti realizzative segnò ben 7 reti da difensore nella stagione 1992-93.

## Carriera

### Giocatore

Pusceddu al Verona nel 1989

Fa il suo esordio nel calcio professionistico con il Cagliari nel 1984 in Serie B. Si trasferisce in Serie A col Torino e poi in successione all'Ascoli, all'Udinese e al Genoa.
Nella stagione 1989-1990 Pusceddu passa al Verona di Osvaldo Bagnoli, allenatore che lo utilizza da titolare nei ruoli di difensore e di terzino: si dimostra all'altezza della fiducia del mister, tanto da imporsi tra i migliori elementi del campionato, ma ciò non basta per evitare la retrocessione della squadra scaligera. La stagione successiva, allenato da Eugenio Fascetti, lo vede protagonista dell'immediata risalita in Serie A dei gialloblù.
Dopo una stagione al Napoli (acquistato per 4,5 miliardi di lire), torna nel 1992-1993 al Cagliari nella trattativa che ha portato Daniel Fonseca al Napoli. In Sardegna vive quattro stagioni segnate dalla storica esperienza in Coppa UEFA della stagione 1993-1994, quando la squadra sarda elimina la Juventus e arriva in semifinale, dove viene estromessa dall'Inter. Pusceddu va in rete nella sfida contro il Malines.
Nella stagione con la maglia della Fiorentina partecipa alla conquista della Supercoppa italiana ai danni del Milan.
Nel 1997 disputa metà stagione con l'Empoli, prima di trasferirsi al Torino, dove, dopo aver perso lo spareggio valido per la promozione in Serie A contro il Perugia, si ritira dall'attività agonistica nel 1998.
Nel 1997 partecipò alla selezione della Sardegna nella partita contro la Corsica, vinta dai sardi per 1-0.

### Allenatore
È stato l'allenatore del Tavolara, militante in Serie D, in due occasioni: la prima nella stagione 2007-2008 e la seconda da subentrante la stagione successiva sino all'aprile del 2009 prima di venire esonerato e sostituito da Massimo Mariani.
Il 3 ottobre 2012 viene nominato allenatore della primavera del Cagliari, in sostituzione di Diego Lopez promosso alla guida della prima squadra. Rimane in carica fino alla stagione 2014-2015.
Il 25 gennaio 2020 viene nominato commissario tecnico della nazionale della Sardegna, per la quale da giocatore (e con la fascia di capitano) scese in campo nel 1997 in una amichevole contro la Corsica.

## Riconoscimenti
- È inserito nella Top 11 Rossoblù - I più forti di sempre, la formazione votata dai tifosi comprendente i migliori rossoblù di sempre.[9]

## Palmarès

### Giocatore

#### Competizioni nazionali
- Campionato italiano di Serie B: 1

Genoa: 1988-1989
- Supercoppa italiana: 1

Fiorentina: 1996

#### Competizioni internazionali
- Coppa Mitropa: 1

Ascoli: 1986-1987